# Dendrometria

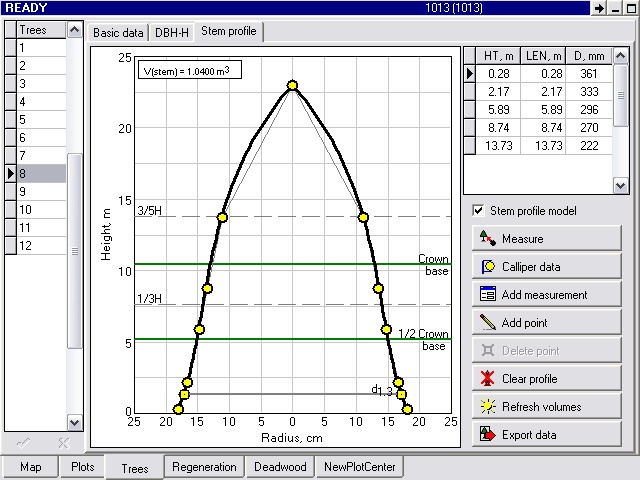
Perfil d'un tronc: exemple de mesures dendromètriques realitzades per la tecnologia Field-Map

La dendrometria és la ciència que estudia la mesura de les dimensions dels arbres, la forma, l'estimació del volum i del creixement dels arbres i les masses forestals. Denomina l'operació de mesurar el diàmetre dels arbres per part de l'ecòleg, el silvicultor o qui comercia amb fusta. Per extensió, amb aquest terme també es designa l'operació de mesurar, per diversos mitjans, certes característiques físiques quantificables dels arbres o de les masses forestals:
- diàmetre,
- alçada, volum (volum de fusta)
- gruix de l'escorça,
- forma,
- edat,
- naturalesa, condició i el volum o el diàmetre de la fusta morta.

A continuació, es pot produir i valors mitjans, mínims i màxims per al diàmetre i la mida, densitat, factor d'esveltesa mitjana ... Aquests valors són d'interès econòmic, sinó que també pot ajudar a avaluar l'estat de conservació del medi ambient i millorar la planificació de la gestió forestal.

## Aspectes econòmics
La dendrometria té una sortida econòmica amb taxes de cuba i d'interès forestal i ecològic per al gestor (avaluació de la dinàmica i augment de la productivitat, la distància en relació als indicadors de «bon estat ecologic», l'ecocertificació, l'avaluació d'absorció o embornals de carboni, etc.).

## Eina per les mesures dendromètriques
Diferents eines de càlcul o mesurament de l'alçada dels arbreso gruix o cubicació dels arbres.
També hi ha dispositius per a les mesures dendromètriques completes (alçada, projecció i perfil de copa, perfils tronc), per exemple, la tecnologia Field-Map (aquesta tecnologia també és adequada per a la creació de cubicació).

## Galeria d'imatges

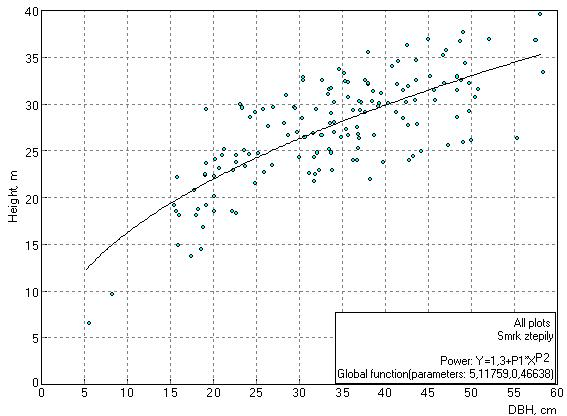
Modelització de l'alçada de l'arbre (mòdul de Field-Map Inventory Analyst) per a l'estimació de les dades que falten de l'alçada
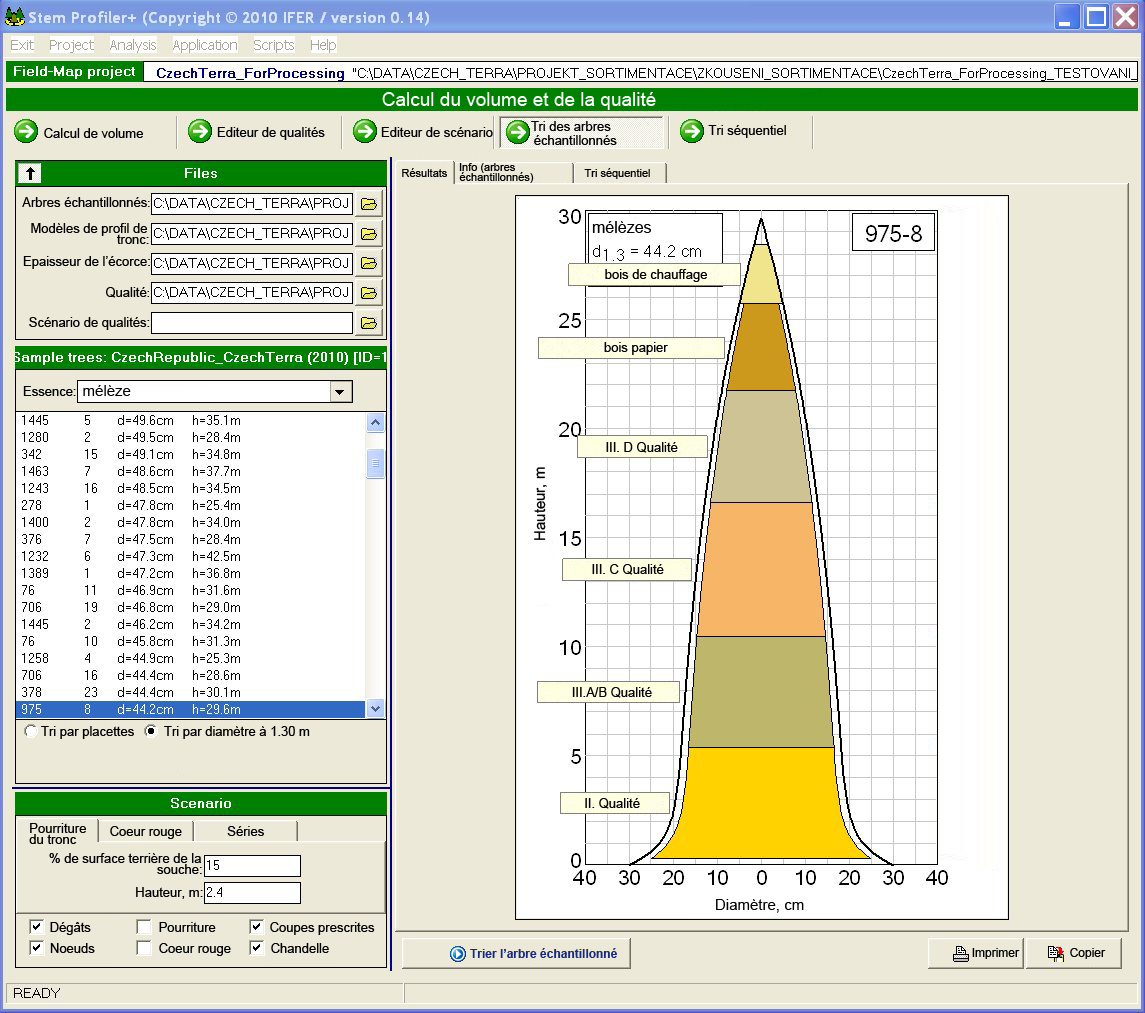
El programari Stem Analyst utilitzat per l'estimació del volum de fusta en funció de la qualitat dels arbres en peu, suports i fins i tot masses forestals.